# Подокруга Израиля
Подокруга Израиля (ивр. נפות ישראל‎) — второй уровень территориального деления в Государстве Израиль, осуществляемого Министерством внутренних дел Израиля. Имеется 16 подокругов, сведённых в 7 территориальных округов.
Подокруга, как и округа Израиля, не имеют собственной административной системы управления, в отличие от некоторых других стран мира.

## Описание
Государство Израиль не имеет единого государственного административно-территориального деления. Наиболее распространённое территориальное деление, принятое Министерством внутренних дел Израиля, представляет собой семь округов (ивр. מחוזות‎), 16 подокругов (ивр. נפות‎) и 50 естественных регионов.
В этих подокругах нет собственной административной системы управления, деление осуществляется исключительно на территориальной основе и может отличаться от деления других государственных министерств.
В трёх округах есть только один подокруг, территория которого совпадает с территорией округа, а в других районах есть более одного подокруга. Границы округов и подокругов были определены решением правительства от 1957 года (ивр. הודעה על חלוקת שטח המדינה למחוזות ולנפות ותיאורי גבולותיהם‎) и опубликованы в Статистическом резюме Центрального статистического бюро Израиля.

## Разбиение по подокругам

### Иерусалимский округ
Иерусалимский округ состоит из единственного подокруга, территория Иерусалимского подокруга совпадает с территорией округа:
- Иерусалимский подокруг

### Северный округ
Северный округ состоит из пяти подокругов:
| Уменьшить обратно |
|                   |

- Подокруг Голан[ивр.]
- Подокруг Цфат[ивр.]
- Подокруг Акко[ивр.]
- Подокруг Кинерет[ивр.]
- Подокруг Изреэль[ивр.]

### Хайфский округ
Хайфский округ состоит из двух подокругов:
- Подокруг Хайфа[ивр.]
- Подокруг Хадера[ивр.]

### Центральный округ
Центральный округ состоит из пяти подокругов:
- Подокруг Рамле[ивр.]
- Подокруг Хашарон[ивр.]
- Подокруг Петах-Тиква[ивр.]
- Подокруг Реховот[ивр.]

### Тель-Авивский округ
Тель-Авивский округ состоит из единственного подокруга, территория Тель-Авивского подокруга совпадает с территорией округа.
- Тель-Авивский подокруг

### Южный округ
Южный округ состоит из двух подокругов:
- Подокруг Беэр-Шева[ивр.]
- Подокруг Ашкелон[ивр.]

### Округ Иудея и Самария
Округ Иудея и Самария состоит из единственного подокруга, территория подокруга Иудея и Самария совпадает с территорией округа.
- Подокруг Иудея и Самария